# Enrique Angelelli
Enrique Angelelli (ur. 17 lipca 1923 w Córdobie, zm. 4 sierpnia 1976) – argentyński biskup i męczennik, błogosławiony Kościoła Katolickiego.

## Życiorys
Enrique Angelelli pochodził z rodziny emigrantów włoskich osiadłych w Córdobie w Argentynie. Gdy miał 15 lat zaczął naukę w Niższym Seminarium Duchownym. Później kontynuował naukę w Rzymie. 9 października 1949 roku w Rzymie przyjął święcenia kapłańskie. W 1951 roku wrócił do Argentyny. Opiekował się szczególnie ludźmi ubogimi na przedmieściu miasta. Powołał do życia ruch młodzieżowy, po pewnym czasie został asystentem kościelnym Katolickiej Młodzieży Robotniczej (JOC) i Katolickiej Młodzieży Uniwersyteckiej (JUC). Wykładał również w seminarium duchownym.
12 grudnia 1960 roku został mianowany biskupem pomocniczym archidiecezji kordobiańskiej. Był jednym z najmłodszych biskupów na świecie, w czasie sakry miał bowiem 37 lat. Biskup wziął udział w trzech ostatnich sesjach Soboru II Watykańskiego. W 1964 roku Enrique poparł w archidiecezji dążenia niektórych kapłanów do nowej koncepcji Kościoła, czyli tzw. Ruch Kapłanów na Rzecz Trzeciego Świata. Ściągnęło to na niego krytykę ze strony arcybiskupa, który aby go nieco przywołać do porządku, zrobił go kapelanem jednego ze zgromadzeń zakonnych i dopiero po mianowaniu nowego pasterza archidiecezji bp Angelelli powrócił do swej poprzedniej działalności. 3 lipca 1968 roku papież Paweł VI przeniósł go do La Roja, gdzie został biskupem diecezjalnym. Odwiedzał tam liczne parafie, nawet bardzo odległe. Wszystkie te poczynania szybko ściągnęły na niego krytykę ze strony środowisk najbardziej konserwatywnych, choć przez długi czas ograniczała się ona tylko do oszczerstw i zniesławiania go. Sytuacja pogorszyła się po zamachu stanu w 1976 roku. Zaczęto obrzucać jego pałac biskupi kamieniami, podburzać przeciwko niemu ludzi. Miejscowe radio przestało transmitować jego przemówienia i msze św. Przeciwnicy nazywali go „czerwonym biskupem, komunistą, ekstremistą”, a nawet zmieniali jego nazwisko na „Satanelli” (od szatana, a nie od anioła). Zginął w wyniku zamachu 4 sierpnia 1976 r.
27 kwietnia 2019 odbyła się jego beatyfikacja. W imieniu papieża obrzędu wyniesienia na ołtarze dokonał kardynał Giovanni Angelo Becciu.